# Michael de la Bédoyère
Michael de la Bédoyère, eigentlich Michael Anthony Maurice de la Bédoyère (* 16. Mai 1900 in Saint-Servant, Frankreich; † 13. Juli 1973 in Edenbridge, Kent) war ein englischer Journalist, Redakteur und Schriftsteller.

## Leben
Michael de la Bédoyère, geboren 1900 als Sohn des Vicomte Yvon de la Bédoyère und Sybil Emily, der Tochter des anglikanischen Bischofs von Winchester, Dr. Anthony W. Thorold, stammte aus einer englischen Familie mit französischen Wurzeln; ein Vorfahr war der französische General Charles-Angélique de la Bédoyère (1786–1815).
Nach seiner Schulzeit am Stonyhurst College der Jesuiten in Lancashire studierte La Bédoyère Philosophie, Politik und Ökonomie an der Universität Oxford, wo er in der Campion Hall, dem Studienhaus der Jesuiten, angesiedelt war. Seit seiner Jugend war er vom katholischen Glauben überzeugt, so dass er den Entschluss gefasst hatte, ebenfalls der Societas Jesu beizutreten.
Während seiner Zeit in Oxford gab er diesen Plan aber auf und nahm 1930 einen Ruf als Lektor an der University of Minnesota (Minneapolis) an. Im Winter 1931/32 kehrte er nach Großbritannien zurück. In dieser Zeit machte er die Bekanntschaft des Besitzers der Wochenzeitung Catholic Herald, Ernest Vernor Miles (1903–1975). 1934 wurde La Bédoyère dessen Chefredakteur und hatte dieses Amt bis 1962 inne.
In diesen Jahren heiratete La Bédoyère seine Cousine Catherine Thorold († 1959) und hatte mit ihr fünf Kinder. Beide, La Bédoyère und seine Ehefrau Catherine, waren Verwandte von Bischof Dr. Anthony W. Thorold; über dessen Ehefrau Emily zählte u. a. der Politiker Henry du Pré Labouchère zu seinen Verwandten. Nach dem Tod seiner Ehefrau heiratete La Bédoyère noch einmal und hatte mit seiner zweiten Ehefrau zwei Kinder. Der Historiker Guy de la Bédoyère (* 1957) ist einer seiner Enkel.
Als er 1962 den Catholic Herald verlassen hatte, gründete er zusammen mit seiner zweiten Ehefrau Charlotte die Search Press und leitete sie einige Jahre. Sein Nachfolger wurde sein Sohn Martin.
Bis zu seinem Tod am 13. Juli 1973 wohnte Michael de la Bédoyère in Edenbridge, Kent.

## Rezeption
Unter seiner Ägide wandelte sich der Catholic Herald von einem Provinzblatt zu einer kritischen Stimme, welche den Chefredakteur oft in Konflikten mit der Kurie brachte. Auch mit seinen kritischen Biographien, welche mit den Jahren entstanden, sorgte La Bédoyère für Diskussion.

## Werke (Auswahl)

### Als Autor
Biographien
- The life of Baron von Hügel. Dent, London 1951.
- Cardinal Bernard Griffin, archbishop of Westminster. Rockliff Press, London 1955.
- Katharina, die Heilige von Siena („Catherine, saint of Siena“, 1947). Walter Verlag, Olten 1953.
- Lafayette. A revolutionary gentleman. John Cape Books, London 1933.
- George Washington („George Washington“, 1935). Kiepenheuer, Köln 1936.
- The Archbishop and the Lady. The story of Fénelon and Madame Guyon. Collins, London 1956.
- Francis. A biography of the saint of Assisi. Harper & Row, London 1962.
- François de Sales. Harper, London 1960.

Sachbücher
- Christianity in the market-place. Bruce Publ., Milwaukee 1943.
- Die Würde des Laien. Das notwendige Wagnis des Wirkens in der Welt („The layman in the church“, 1954). Walter Verlag, Olten 1956.
- Und Einiges fiel unter die Dornen. Aufzeichnungen eines schlichten Christen („Living christianity“, 1953). Walter Verlag, Olten 1955.
- Christian Crisis. Burns, Oates & Washbourne, London 1940.
- The meddlesome friar. The story of the conflict between Savonarola and Alexander VI. Collins, London 1958.

### Als Herausgeber
- Einwände gegen den Katholizismus. Acht Beiträge („Objections to Roman Catholicism“, 1964). Beck, München 1965.
- Yvonne Lubbock: The future of catholic christianity (Pelican Books; Bd. 879). Penguin Books, Harmondsworth 1968.